# Nikolái Rynin
Nikolái Alekséevich Rynin (23 de diciembre de 1887-28 de julio de 1942) fue un ingeniero civil ruso, que también desempeñó tareas como profesor, investigador aeroespacial, escritor, historiador e inspirador de lo que serían las futuras misiones espaciales de la URSS. Fue autor de una enciclopedia en nueve volúmenes sobre propulsión a chorro, titulada Comunicaciones interplanetarias (1929).

## Semblanza
Rynin inició su carrera en ingeniería civil trabajando en la industria del ferrocarril. Aun así, en 1906 surgió su interés por las aeronaves y los vuelos tripulados. Durante su carrera investigó en aeronáutica, volando en globos aerostáticos y pilotando aeronaves. Como docente, impartió cursos en Leningrado sobre ciencia aeroespacial, y escribió varios libros y artículos sobre aviación y viajes espaciales.
En abril de 1918 escribió un artículo en la revista Byloye, en el que publicó la descripción realizada por Nikolái Kibálchich de una aeronave tripulada impulsada por cohetes. Entre 1928 y 1932 publicó una enciclopedia de nueve volúmenes sobre viajes espaciales titulada Mezhplanetnye Soobschniya ("Comunicaciones Interplanetarias"). Se sabe que mantuvo correspondencia con algunos de sus homólogos occidentales sobre la técnica de los cohetes en Rusia, incluyendo a Robert H. Goddard en 1926.
Rynin murió en el Sitio de Leningrado durante la Segunda Guerra Mundial, víctima de la inanición y de las enfermedades padecidas. Allí trabó amistad con otro de los pioneros del vuelo espacial, Yákov Perelmán.

## Principales publicaciones
Comunicaciones interplanetarias, la enciclopedia de Rynin sobre naves espaciales, contenía los siguientes nueve volúmenes:
- Sueños, Leyendas, y Fantasías Tempranas
- Aeronaves en la Ciencia Ficción
- Energía radiante:  Ciencia Ficción y Proyectos Científicos
- Cohetes
- Teoría de la propulsión con cohetes
- Superaviación y superartillería
- K. E. Tsiolkoviskii; vida, escritos, y cohetes
- Teoría del vuelo espacial
- Navegación astronómica; teoría, anales, bibliografía, índice.

La obra está disponibles en inglés en la NASA, según la referencia siguiente:
- Rynin, N.A. Interplanetary Flight and Communication. Washington, D.C.: NASA and NSF, 1970–71. (NASA TT F-640, TT F-642 through TT F-648) (Holdings: Vol. 1, Nos. 1 and 3; Vol. II, Nos. 4 and 6, Vol. III, Nos. 7, 8 and 9).

## Eponimia
- El cráter lunar Rynin lleva este nombre en su memoria.[3]